# De Bossen
De Bossen is een Belgische voormalige rockgroep uit Antwerpen.

## Geschiedenis
De groep werd opgericht in 1991 en bestond aanvankelijk uit Wim De Beuckelaer (Wim dB), diens zuster Katrien en zijn partner Ingrid Veerman (Inneke 23). Na een eerste demo (23 fishes) in 1993 verwelkomde de groep de 15-jarige zangeres Lara Dhondt (Lara Wolfsmelk) in 1994 die Katrien verving. Na het uitbrengen van hun tweede demo Guitar Coffin', begon de groep aan zijn eerste tour. 
In 1997 krijgen ze een contract bij Kinky Music en brengen ze de ep Big Bang Machine uit. Deze bracht de bescheiden radiohits Speed Queen en G-Shirt voort. In juni 1998 bracht de groep hun debuutalbum The Girl Collection uit. De titel van het album en het liedje Spector op dit album waren een eerbetoon aan Phil Spector. In mei 2000 volgde het tweede album Feel the Beat, uitgegeven bij The Twilight Bark en verspreid door Play It Again Sam. Het album bevatte het nummer Diver! (2000).
In 2006 werd de stilte rond de groep verbroken met de release van hun nieuwe album Boy Trouble. Dit album verscheen in een beperkte oplage van 300 exemplaren die elk genummerd en van een uniek hoesje van kunstenaar Bert Lezy voorzien waren. Dit album bevatte het drie-akkoorden thrashmetalnummer Torture Museum.
In februari 2007 kondigde frontman Wim dB tijdens een optreden in hometown Antwerpen aan dat dat het laatste concert van De Bossen was. Hun handelsmerk waren vunzige teksten, meerstemmige zangpartijen en een rauw en ietwat amateuristisch groepsgeluid. Op 26 augustus trad de groep nogmaals, na jaren van afwezigheid, op tijdens het kunstenfestival Contour.

## Leden
- Lara Dhondt (Lara Wolfsmelk)
- Ingrid Veerman (Inneke 23)
- Wim De Beuckelaer (Wim dB)

## Discografie[5][6]

### Albums
- The Girl Collection (Kinky Star, 1998)
- Feel The Beating (The Twilight Bark, 2000)
- Boy Trouble (The Twilight Bark, 2006)

### Ep
- Big Bang Machine (Kinky Star, 1997)

### Singles
- Speed Queen (Kinky Star, 1997)
- Diver! (The Twilight Bark, 2000)
- Speed Queen Remixes (Kinky Star, 2007)
- G-Shirt (Kinky Star, 2007)